# Handan
Handan (邯郸S, HándānP) è una città-prefettura nella parte più meridionale della provincia dello Hebei, nella Repubblica popolare cinese.
La popolazione della città è di 894 000 abitanti (1994) mentre la popolazione di tutta la prefettura ammonta a 4 milioni e mezzo di abitanti.

## Storia
Handan fu la capitale dello stato di Zhao durante il periodo degli stati combattenti.
Fu annessa dall'imperatore Qin Shihuangdi all'impero Qin al momento della distruzione di Zhao.
Con la caduta della Dinastia Han da florido centro decadde a causa delle continue guerre e carestie che si susseguirono nella Cina settentrionale.

## Amministrazione
La prefettura amministra le seguenti suddivisioni:
- Distretto di Congtai
- Distretto di Hanshan
- Distretto di Fuxing
- Distretto di Fengfengkuang
- Distretto di Feixiang
- Distretto di Yongnian
- Wu'an
- Contea di Linzhang
- Contea di Cheng'an
- Contea di Daming
- Contea di She
- Contea di Ci
- Contea di Qiu
- Contea di Jize
- Contea di Guangping
- Contea di Guantao
- Contea di Wei
- Contea di Quzhou

Nel 2016 la contea di Handan è stata abolita.